# 福山市立鷹取中学校
福山市立鷹取中学校（ふくやましりつたかとりちゅうがっこう）は広島県福山市草戸町四丁目にある男女共学の公立中学校。

## 沿革
- 1949年4月30日 - 福山市立城北中学校から分離する形で福山市立第四中学校として設立される。

※福山市立第四中学校という名称は二代目。初代は福山市山手町に1948年に開校した中学校の名称として使われていたが、わずか1年で福山市立城北中学校山郷分校に格下げされた。この分校は1953年7月に廃止され、現在その跡地には広島県立福山高等技術専門校が建っている。
- 1949年6月18日 - 現在地に移転する。
- 1949年6月30日 - 福山市立鷹取中学校に改称する。
- 1965年9月1日 - 福山市中心部への住居表示実施に伴い学区調整が実施される。
- 1987年11月24日 - 住居表示実施により所在地表記が変更される。

## 校名の由来
- 福山市草戸町北部の字名から。

## 概要
- 福山市街地の西南部を学区とする中学校。
- 市街地は学区内にある芦田川までで、芦田川以西の学区は山が川の近くまで迫っていることや神社仏閣があることもあって市街地化は進んでいない。
- 元々は特別の事情がない限り福山市立霞小学校の児童全員が進学することになっていたが、1956年に児童数増加対策で草戸地区に分校が設置され、それが翌1957年に福山市立光小学校に昇格してからは福山市立霞･光両小学校の児童全員が進学することになっている。

## 学区
- 特別の事情がない限り福山市立霞・光両小学校の児童全員が進学することになっている。各小学校の学区は以下の通りである。

福山市立霞小学校区
- 霞町二～四丁目
- 地吹町
- 道三町
- 西桜町一丁目の一部
- 野上町
- 古野上町
- 紅葉町

福山市立光小学校区
- 沖野上町五丁目（30番街区を除く）
- 沖野上町六丁目
- 草戸町

## 学区の地理

### 主要施設
- 広島テレビ放送福山支社
- 福山地区消防組合本部・南消防署
- 福山市婦人会館

### 名所・旧跡・観光地
- 明王院
- 草戸稲荷神社
- 草戸千軒町遺跡
- 鞆鉄道跡地

### 自然景観
- 芦田川

### 教育機関（小学校以上）
- 福山市立霞小学校
- 福山市立光小学校
- 広島県立福山工業高等学校

## アクセス
- 鉄道での最寄駅はJR山陽新幹線・山陽本線・福塩線福山駅であるが、徒歩だと30分以上かかる。
- バスではトモテツバス工業高校前バス停が最寄のバス停になる。

## 著名な在籍者・卒業者
- 藤井康雄 - 元プロ野球選手。「プロ野球ニュース」で紹介されたことがある。
- 岡本泰彦 - ジェイコム創業者・代表取締役社長
- 塩村文夏[2] - 参議院議員、タレント